# Долженко, Ирина Игоревна
Ири́на И́горевна Долже́нко (род. 23 октября 1959, Ташкент, СССР) — советская и российская оперная певица (меццо-сопрано), педагог, солистка Большого театра с 1996 года. 
Заслуженная артистка Российской Федерации (2001). Народная артистка Российской Федерации (2010).

## Биография
Родилась 23 октября 1959 года в Ташкенте. В детстве переехала в Эстонию, училась там вокалу и фортепиано, обучалась в физико-математической школе.
В 1977 году поступила в Московский авиационно-технологический институт имени К. Э. Циолковского, но приехав на летние каникулы в родной Ташкент, подала документы в Ташкентскую консерваторию и была принята.
В 1978—1983 гг. обучалась в Ташкентской государственной консерватории (класс профессора Р. Юсуповой).
В 1981 году параллельно с учёбой в консерватории принята в ГИТИС им. Луначарского на курс Н. И. Сац.
В 1983—1996 гг. — солистка Московского государственного академического детского музыкального театра имени Н. И. Сац. В это время так же выступала в Московском музыкальном театре им. Станиславского и Немировича-Данченко, исполняла такие партии, как Ольга в «Евгении Онегине», Полина в «Пиковой даме», Розина в «Севильском цирюльнике», и Ратмира в «Руслане и Людмиле».
В 1995 году дебютировала в Большом театре в партии Керубино в опере «Свадьба Фигаро» В. А. Моцарта.
В 1996 году принята в Большой театр России.
В 2013 году была назначена художественным руководителем оперной труппы Красноярского государственного театра оперы и балета.
Стажировалась в Италии у Миетты Сигеле и Джорджо Лукетти и во Франции у Режин Креспен. Прошла стажировку по актёрскому мастерству в университете Олбани в Нью-Йорке.
Выступала в лучших музыкальных театрах мира: Венской камерной опере, Шведской Королевской опере (Стокгольм), Немецкой опере (Берлин), театре Колон (Буэнос-Айрес), где впервые выступила в партии Амнерис, Новой Израильской опере (Тель-Авиве), Оперном театре Кальяри, Опере Бордо, театре Опере Бастилия и других, сотрудничает с Латвийской национальной оперой и Национальной оперой «Эстония».
Активно участвует в международных фестивалях: в Тракае (Литва), Шёнбрунне (Австрия), Савонлинне (Финляндия), Моцартовском фестивале во Франции, в Иерусалимском фестивале, в Уэксфордском фестивале (Ирландия).
В 2004 году в города Арниме (Нидерланды) на фестивале, посвящённом Игорю Стравинскому, приняла участие в концертном исполнении оперы «Мавра».
С 2012 года преподаёт в Российской академии музыки им. Гнесиных и имеет учёное звание доцента.
В 2021 году помогала ставить вокал участникам шестого выпуска проекта «Большой мюзикл» на телеканале «Россия-Культура», исполнявших арии из оперетт, поддерживала за кулисами.

## Партии
в Большом театре:
- Керубино («Свадьба Фигаро» В. А. Моцарта, 1995)
- Хозяйка корчмы («Борис Годунов» М. Мусоргского)
- Амнерис («Аида» Дж. Верди)
- Лаура («Иоланта» П. Чайковского)
- Адальжиза («Норма» В. Беллини, концертное исполнение)
- Азучена («Трубадур» Дж. Верди)
- Боярыня Морозова («Опричник» П. Чайковского, 2002)
- Бланш («Игрок» С. Прокофьева, первая редакция)
- Фенена («Набукко» Дж. Верди, 2006)
- Маргарита («Осуждение Фауста» Г. Берлиоза, концертное исполнение)
- Лель, Весна («Снегурочка» Н. Римского-Корсакова)
- Ольга («Евгений Онегин» П. Чайковского, 2001)
- Любовь («Мазепа» П. Чайковского)
- Любаша («Царская невеста» Н.Римского-Корсакова)
- Марфа («Хованщина» М. Мусоргского)
- Сузуки («Мадам Баттерфляй» Дж. Пуччини)
- Полина, Миловзор («Пиковая дама» П. Чайковского, 2007)
- Кармен («Кармен» Ж. Бизе, 2008)
- Третья дама («Волшебная флейта» В. А. Моцарта, 2009)
- Ключница Амелфа («Золотой петушок» Н. Римского-Корсакова, 2011)
- Марина Мнишек («Борис Годунов» М. Мусоргского, 2011)
- Аннина («Кавалер розы» Р. Штрауса, 2012)
- Ненила («Чародейка» П. Чайковского, 2012)
- Флора Бервуа («Травиата» Дж. Верди, 2012)
- Джованна («Риголетто» Дж. Верди, 2015)
- Марта («Иоланта» П. И. Чайковского, 2015)

## Дискография
- Реквием Дж. Верди, дирижёр М. Эрмлер, 2001 г.
- «Руслан и Людмила» М. Глинки — Наина, дирижёр А. Ведерников, PentaTone сlassic, 2004 г.
- «Опричник» П. Чайковского — Морозова, дирижёр Г. Рождественский, Dynamic, 2004 г.

## Фильмография
- 2002 — «Звезды крупным планом. Ирина Долженко» — документальный фильм, режиссёр Никита Тихонов, «Артс Медиацентр»

## Награды
- Народная артистка РФ (2010)
- Заслуженная артистка РФ (2001)
- Специальный приз Всесоюзного конкурса имени М. И. Глинки (1981)